# El Diario Ilustrado
El Diario Ilustrado fue un periódico chileno, editado en la ciudad de Santiago de Chile, que circuló entre 1902 y 1970, de tendencia política conservadora. Su nombre se debe a que fue el primer periódico de Chile que incorporó fotografías. 

## Historia
La primera edición circuló el 31 de marzo de 1902, siendo Ricardo Salas Edwards su propietario y primer director —en 1903 la dirección pasó a manos de Misael Correa Pastene—, y sus oficinas y talleres inicialmente estaban ubicados en Agustinas 956, trasladándose el 4 de marzo de 1904 a Agustinas 1061 y en 1910 a un local propio en Moneda 1182, que fue convertido de una antigua casa a un moderno edificio que inició su construcción en 1913 y que posee su acceso principal en la esquina de Moneda con Morandé. En 1916 el edificio fue concluido y fue ocupado por el diario hasta 1928, cuando el Fisco compró la propiedad y posteriormente se convirtió en el edificio que actualmente ocupa la Intendencia de la Región Metropolitana. Tras dicho cambio de propietarios, El Diario Ilustrado se trasladó a Moneda 1158.
En sus primeros 20 años el periódico cambió reiteradamente de propietarios, pasando de la administración de Salas Edwards a una sociedad formada por diversos políticos, entre ellos Joaquín Echenique, Alberto y Nicolás González Errázuriz. En 1920 El Diario Ilustrado pasó a ser la cabecera de la recientemente creada Sociedad Periodística de Chile, cuyo presidente era Francisco Huneeus Gana. Bajo esta administración la dirección del diario es asumida por Rafael Luis Gumucio Vergara.

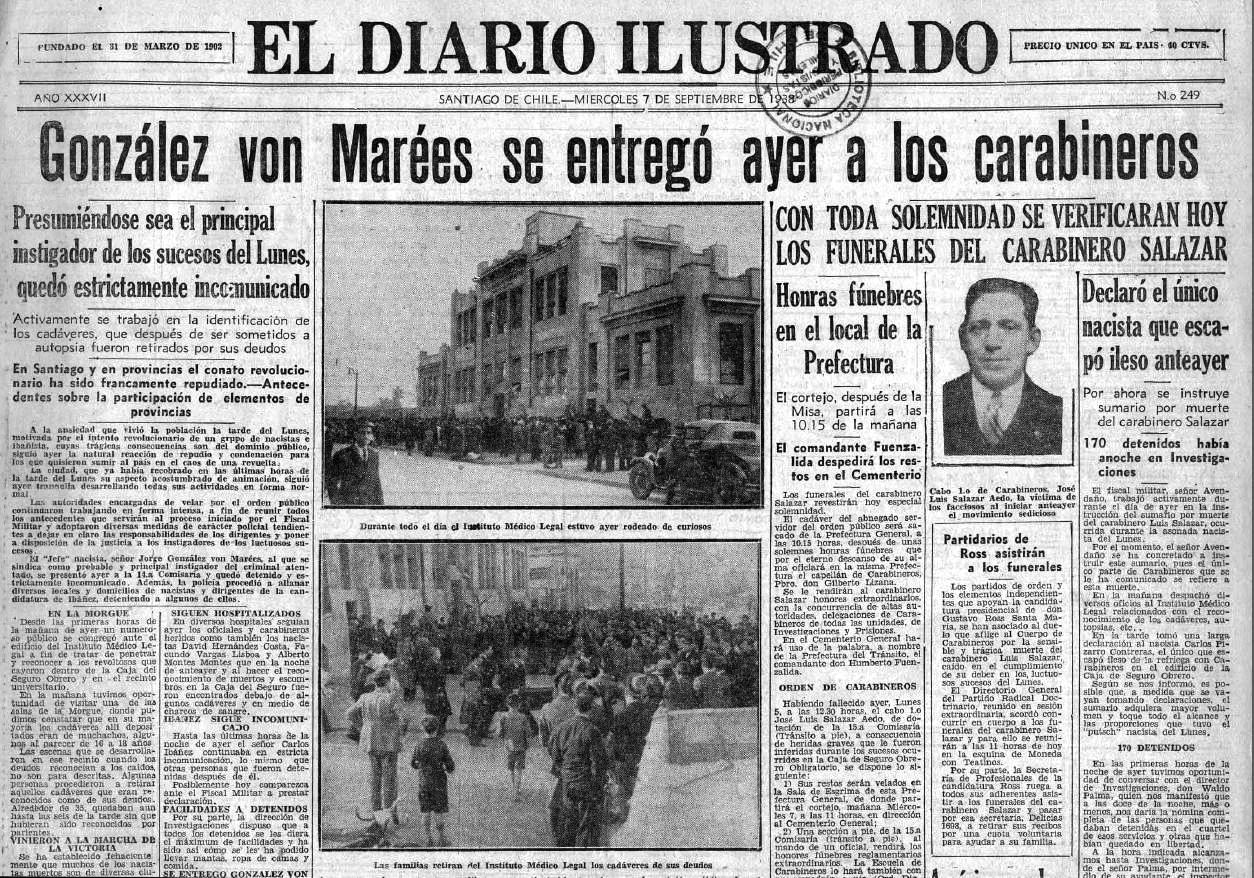
Portada de El Diario Ilustrado con la noticia de la Matanza del Seguro Obrero (1938).

El periódico innovó en el uso de fotografías (en forma de grabados, y luego con telefotos) y en la aparición de suplementos dominicales de tiras cómicas en cuatro colores a principios de la década de 1920 con caricaturas del Chicago Tribune de EE. UU., además de historietas realizadas por distintos artistas nacionales, entre ellos Jorge Délano Frederick (más conocido como "Coke"), dibujante y cineasta, creador también de la revista satírica Topaze. Durante los años de la Gran Depresión y la Segunda Guerra Mundial destacaron en esta sección Dick Tracy y Anita la Huerfanita (Little Orphan Annie), mientras que en los albores de la Guerra Fría se hicieron populares Trucutú (Alley Oop) y Rabanitos (Peanuts) entre los lectores del periódico. Una sección casi idéntica figuró en el periódico porteño La Unión (entre 1932 y 1972), así como en otros diarios a lo largo del país.
Hacia fines de los años 1950 la Iglesia Católica continuaba teniendo gran influencia en el periódico, ya que entre sus accionistas se encontraban instituciones como los conventos de los dominicos, carmelitas y jesuitas; Santo Domingo, San Agustín, Congregación del Verbo Divino; Monjas del Sagrado Corazón, Agustinas, Carmelitas, y de la Buena Enseñanza (sic. Esperanza); el Monasterio del Carmen de San José y el Seminario de Santiago.
A partir de la década de 1960 comenzó a decaer su circulación, dado el poco interés de la población por el periódico, debido a su tendencia política y por su poca innovación en cuanto a su formato. El periódico cerró sus puertas el 23 de octubre de 1970; sin embargo, la última edición de El Diario Ilustrado existente en la Biblioteca Nacional de Chile es del 14 de septiembre de 1970.
Tras su cierre, las maquinarias de El Diario Ilustrado fueron adquiridas por la Sociedad Periodística del Sur, con lo cual lanzó el diario La Prensa de Santiago el 28 de octubre de 1970. Gran parte de los colaboradores del periódico se trasladaron a la empresa El Mercurio (especialmente para el vespertino La Segunda), aunque también varios empleados trabajaron en La Prensa y Tribuna, ambos (especialmente el primero) siendo bastante similares al desaparecido periódico en sus últimos años respecto a su línea editorial, aunque con el paso del tiempo su postura política se radicalizó.

## Logotipos

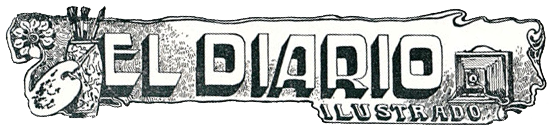
Primer logotipo de El Diario Ilustrado, utilizado entre 1902 y 1905.
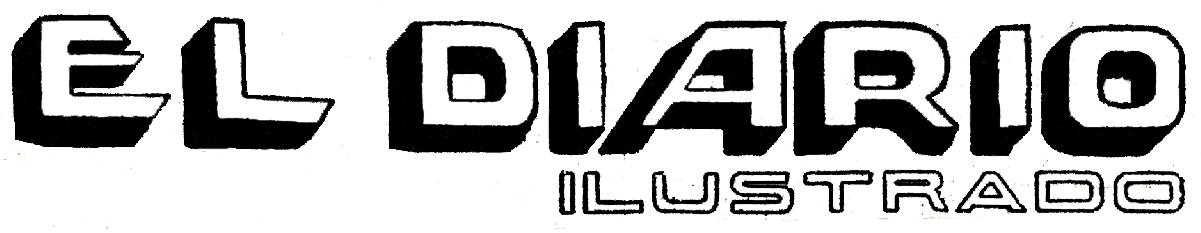
Logotipo de El Diario Ilustrado entre la década de 1920 y 1930.
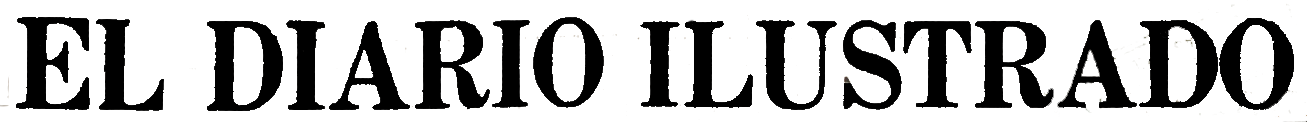
Logotipo de El Diario Ilustrado entre la década de 1930 y 1960.
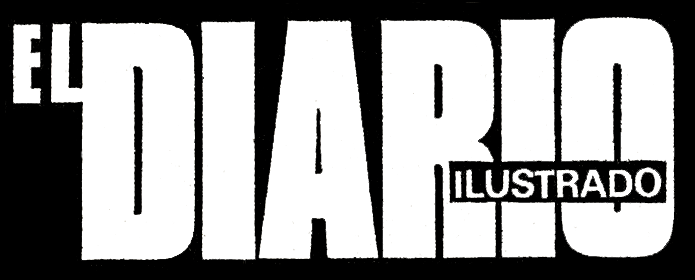
Último logotipo de El Diario Ilustrado.